# Liste der Biografien/Bek
Liste der Biografien |
Portal Biografien |
Personensuche
# |
A |
B |
C |
D |
E |
F |
G |
H |
I |
J |
K |
L |
M |
N |
O |
P |
Q |
R |
S |
T |
U |
V |
W |
X |
Y |
Z |
?
 
Ba |
Be |
Bd |
Bg |
Bh |
Bi |
Bj |
Bl |
Bm |
Bn |
Bo |
Br |
Bs |
Bu |
Bw |
By |
Bz
 
Bea–Beb |
Bec |
Bed |
Bee |
Bef |
Beg |
Beh |
Bei |
Bej |
Bek |
Bel |
Bem |
Ben |
Beo |
Bep |
Beq |
Ber |
Bes |
Bet |
Beu |
Bev |
Bew |
Bex |
Bey |
Bez
Die Liste der Biografien führt alle Personen auf, die in der deutschsprachigen Wikipedia einen Artikel haben. Dieses ist eine Teilliste mit 191 Einträgen von Personen, deren Namen mit den Buchstaben „Bek“ beginnt.

## Bek
- Bek, Alexander Alfredowitsch (1903–1972), russischer Romanautor und Schriftsteller
- Bek, Andrzej (* 1951), polnischer Bahnradsportler
- Bek, Anton von (1807–1887), deutscher Jurist und Politiker
- Bek, Antony († 1311), englischer Geistlicher, Bischof von Durham und Titularpatriarch von Jerusalem
- Bek, Antony (1279–1343), Bischof von Norwich, gewählter Bischof von Lincoln
- Bek, Ernst Gideon (1872–1945), deutscher Kaufmann und Unternehmer
- Bek, Ivan (1909–1963), jugoslawischer und französischer Fußballspieler
- Bek, Jerzy (1922–2003), polnischer Radrennfahrer
- Bek, Roman (* 1924), tschechischer Philosoph, Dozent
- Bek, Thomas († 1293), englischer Geistlicher, Bischof von St Davids
- Bek, Thomas (1283–1347), englischer Geistlicher, Bischof von Lincoln
- Bek-Gran, Hermann (1869–1909), deutscher Maler, Gebrauchsgrafiker und Typograf

### Beka
- Beka (* 1984), deutscher Rapper
- Beka Beka, Alexis (* 2001), französischer Fußballspieler
- Beka, Ismajl (* 1999), kosovarisch-schweizerischer Fussballspieler
- Bekaert, Jacques (1940–2020), belgischer Musiker, Journalist und Autor
- Bekalé, Julien Nkoghe (* 1958), gabunischer Politiker
- Bekamenga, Christian (* 1986), kamerunischer Fußballspieler
- Bekar, Ogulcan (* 2000), österreichischer Fußballspieler
- Bekaroğlu, Burak (* 1997), türkischer Fußballspieler
- Bekas, Gerasimos (* 1987), griechisch-deutscher Schriftsteller und Dramatiker
- Bekas, Sherko (1940–2013), irakischer Dichter und Schriftsteller kurdischer Sprache
- Bekasiak, J. P. (* 1982), kanadischer American-Football-Spieler und Canadian-Football-Spieler
- Bekassy, Stephen (1907–1995), ungarischer Theater- und Filmschauspieler
- Bekatorou, Sofia (* 1977), griechische Seglerin
- Bekauri, Lascha (* 2000), georgischer JudokaLascha Bekauri (* 2000)

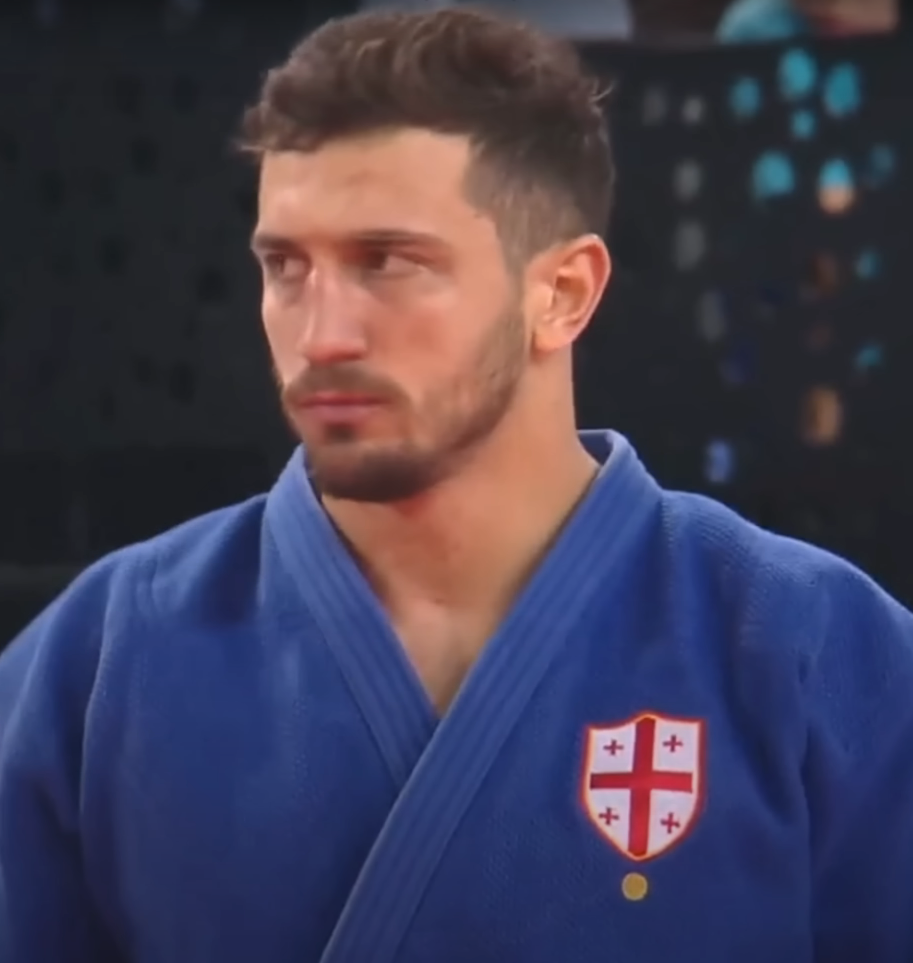
Lascha Bekauri (* 2000)

- Bekauri, Mikheil (* 1992), georgischer Biathlet

### Bekb
- Bekbajew, Almat (* 1984), kasachischer Fußballspieler
- Bekbulatow, Iljas Idrissowitsch (* 1990), russischer Ringer

### Bekd
- Bekdemir, Engin (* 1992), belgisch-türkischer Fußballspieler
- Bekdik, Nihat (1902–1972), türkischer Fußballspieler
- Bekdjian, Karekin (1942–2024), armenischer Erzbischof
- Bekdurdyýew, Ybabekir (* 1989), turkmenischer Billardspieler

### Beke
- Beke, Attila (* 1969), ungarischer Schauspieler
- Beke, Charles Tilstone (1800–1874), britischer Afrikaforscher
- Beke, Gert von der († 1430), Bürgermeister von Danzig (1413–1430)
- Beke, John, 1. Baron Beke, englischer Adliger
- Beke, László (1944–2022), ungarischer Kunsthistoriker, Hochschullehrer und Kurator
- Beke, Péter (* 2001), ungarischer Fußballspieler
- Beke, Rutger (* 1977), belgischer Triathlet
- Beke, Wouter (* 1974), belgischer Politiker
- Beke, Zoltán (1911–1994), rumänischer Fußballspieler und -trainer
- Bekecs, Zsuzsanna (* 1976), ungarische Biathletin
- Békeffy, István (1901–1977), ungarischer Komödienautor, Kabarettist, Drehbuchautor
- Békefi, Bianka (* 1997), ungarische Tennisspielerin
- Bekel, Johann Gerhard (1745–1795), emsländischer Hochmoorpionier
- Bekelaer, Fabian (* 1990), deutscher Biathlet
- Bekele Tola, Helen (* 1994), äthiopische Langstreckenläuferin
- Bekele, Alemitu (* 1976), belgische Langstreckenläuferin äthiopischer Herkunft
- Bekele, Alemitu (* 1977), türkische Mittel- und Langstreckenläuferin äthiopischer Herkunft
- Bekele, Alemu (* 1990), bahrainischer Langstreckenläufer äthiopischer Herkunft
- Bekele, Azmeraw (* 1986), äthiopischer Langstreckenläufer
- Bekele, Bezunesh (* 1983), äthiopische Langstreckenläuferin
- Bekele, Birhanu (* 1981), äthiopischer Marathonläufer
- Bekele, Bizunesh (1936–1990), äthiopische Sängerin
- Bekele, Habtamu (* 1978), äthiopischer Marathonläufer
- Bekele, Kenenisa (* 1982), äthiopischer LangstreckenläuferKenenisa Bekele (* 1982)

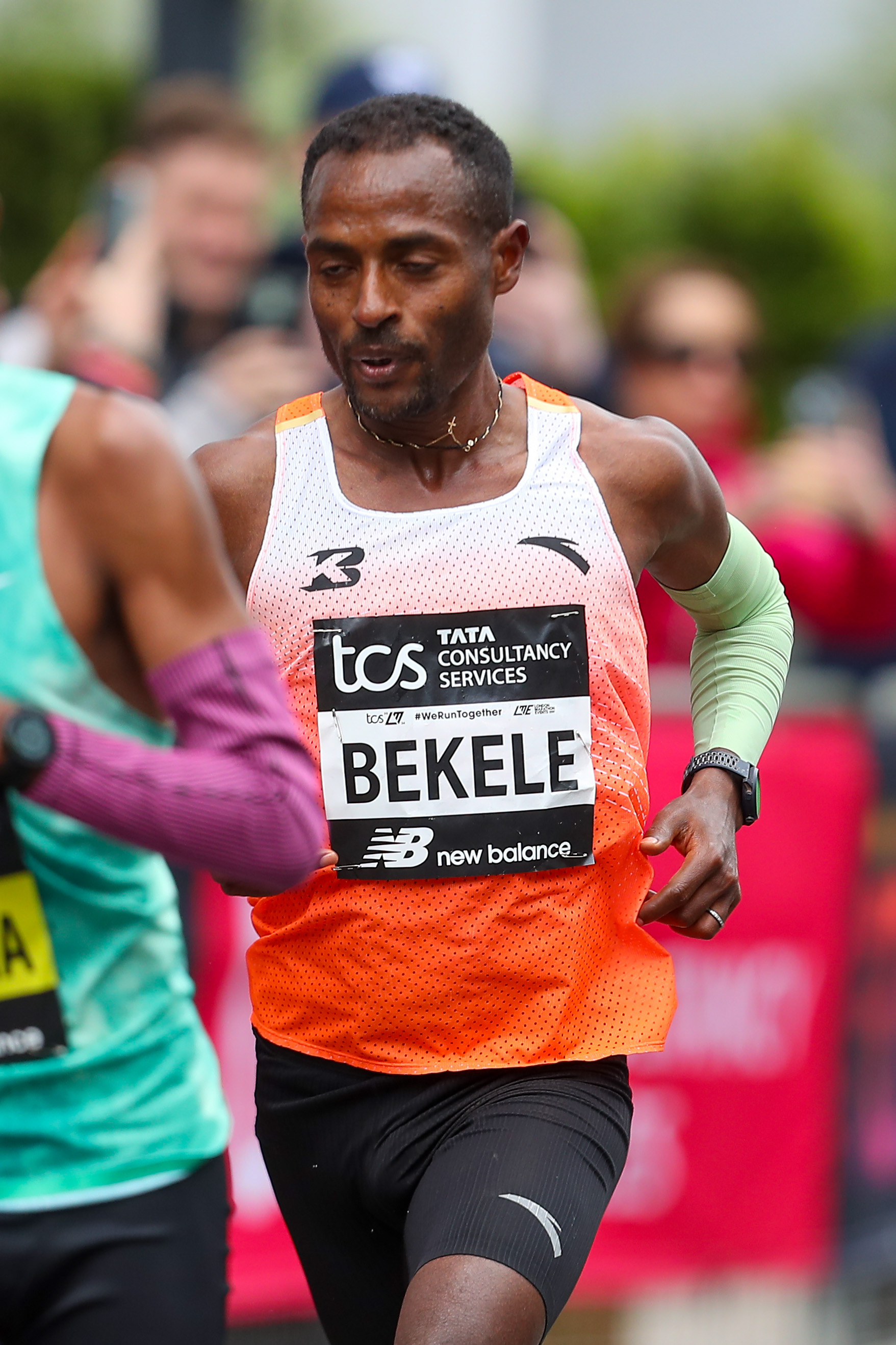
Kenenisa Bekele (* 1982)

- Bekele, Mekdes (* 1987), äthiopische Hindernisläuferin
- Bekele, Tadelech (* 1991), äthiopische Langstreckenläuferin
- Bekele, Tariku (* 1987), äthiopischer Langstreckenläufer
- Bekele, Telahun Haile (* 1999), äthiopischer Langstreckenläufer
- Bekele-Thomas, Nardos (* 1958), äthiopische Wirtschaftswissenschaftlerin, Funktionsträgerin der UN und AU
- Bekelin, Heinrich († 1454), deutscher Universitätssekretär, Hochschullehrer und Rektor der Universität Rostock
- Bekemann, Uwe (* 1959), deutscher Autor, Fernschachspieler und -funktionär
- Beken, Ignatius van der (1689–1774), flämischer Genre-, Porträt- und Stilllebenmaler
- Beken, Rojhan (* 1974), türkisch-kurdischer Sänger
- Bekendorf, Gerd (* 1947), deutscher Fußballspieler
- Bekendorf, Vilma (1910–2005), deutsche Tänzerin, Schauspielerin und Autorin
- Bekenstein, Jacob (1947–2015), israelisch-US-amerikanischer PhysikerJacob Bekenstein (1947–2015)

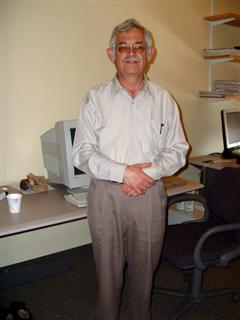
Jacob Bekenstein (1947–2015)

- Beker, Hersch (* 1943), israelischer Geschäftsmann und ehemaliger Bordellbetreiber
- Beker, Józef (* 1937), polnischer Radsportler
- Bekere, Ashete (* 1988), äthiopische Langstreckenläuferin
- Bekeris, Ksenija (* 1978), deutsche Politikerin (SPD), MdHB
- Beķeris, Reinholds (1910–1976), lettischer Fußballspieler
- Bekes, Erika, deutsche Fußballspielerin
- Bekes, Gáspár (1520–1579), ungarisch-siebenbürgischer Adliger und zeitweiliger Thronprätendent des Fürstentums Siebenbürgen
- Békés, Gellért (1915–1999), ungarischer Theologe
- Bekes, Katrin (* 1977), deutsche Zahnärztin und Hochschullehrerin
- Békés, Pál (1956–2010), ungarischer Schriftsteller
- Bekeschkina, Iryna (1952–2020), ukrainische Soziologin
- Bekešius, Mantvydas (* 1981), litauischer Jurist und Politiker
- Békessy, Béla (1875–1916), ungarischer Fechter
- Békessy, Imre (1887–1951), österreichisch-ungarischer Journalist und Verleger
- Békésy, Georg von (1899–1972), ungarisch-US-amerikanischer Physiker und Physiologe
- Beketajew, Marat (* 1977), kasachischer Politiker
- Beketow, Alexander Wladimirowitsch (* 1970), russischer Degenfechter und Olympiasieger
- Beketow, Nikolai Nikolajewitsch (1827–1911), russischer Chemiker
- Beketow, Oleksij (1862–1941), ukrainischer Architekt
- Beketow, Pjotr Iwanowitsch (1600–1661), russischer Kosake und Reisender
- Beketow, Platon Petrowitsch (1761–1836), deutsch-russischer Verleger

### Bekg
- Bekgöz, Birsen (* 1980), türkische Leichtathletin

### Bekh
- Bekh, Wolfgang Johannes (1925–2010), deutscher SchriftstellerWolfgang Johannes Bekh (1925–2010)

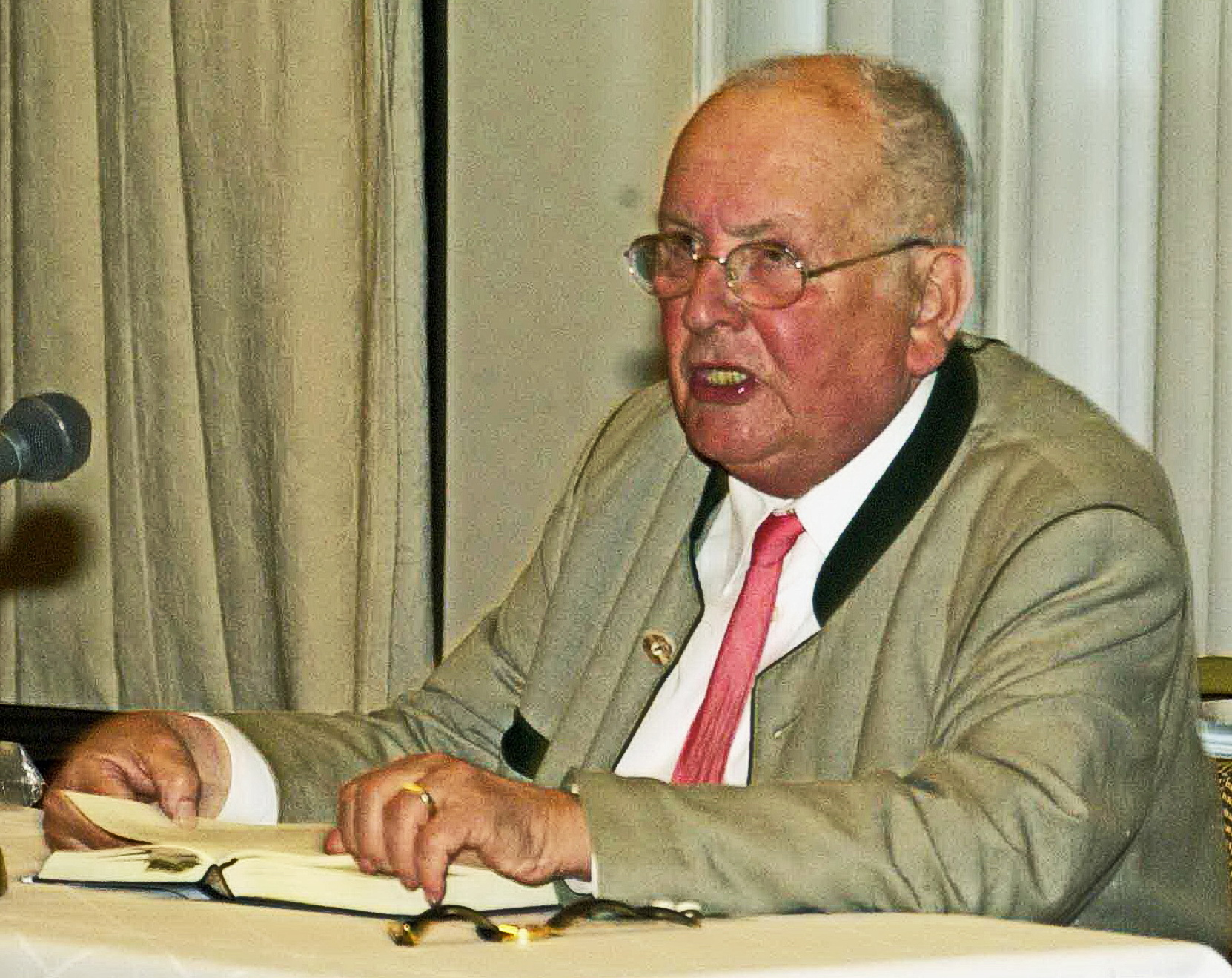
Wolfgang Johannes Bekh (1925–2010)

- Bekheet, Khaled Farhan al (* 1976), kuwaitischer Weitspringer
- Bekhi, Alakhai, Tochter Dschingis Khans und seiner Hauptfrau Börte
- Bekhloufi, Kaddour (1934–2019), algerischer Fußballspieler
- Bekhti, Leïla (* 1984), französische SchauspielerinLeïla Bekhti (* 1984)

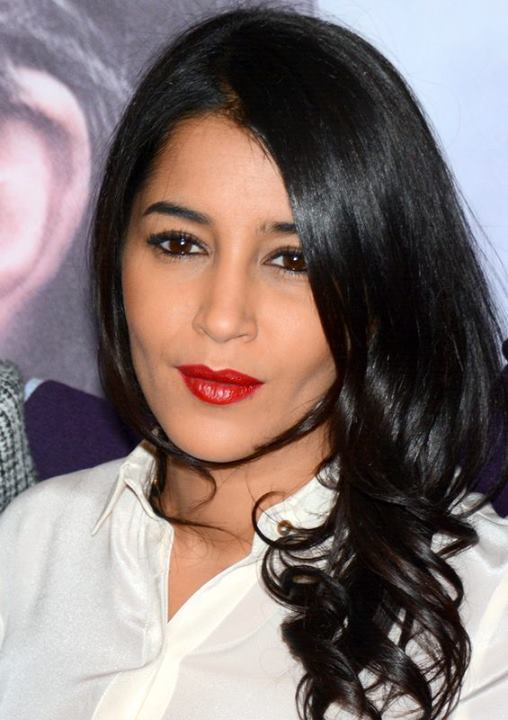
Leïla Bekhti (* 1984)

- Bekhuis, Wies (* 2001), niederländische Volleyball- und Beachvolleyballspielerin

### Beki
- Bekić, Almir (* 1989), bosnisch-herzegowinischer Fußballspieler
- Bekić, Beki (* 1961), montenegrinischer Sänger
- Bekić, Tomislav (1935–2008), jugoslawischer bzw. serbischer Germanist und Übersetzer
- Bekier, Renata (* 1991), polnische Beachvolleyballspielerin
- Bekink, Rudolf (* 1950), niederländischer Diplomat
- Bekintienė, Danutė (* 1944), litauische Politikerin, Mitglied im Seimas
- Bekiroğlu, Aslı (* 1995), türkische Schauspielerin
- Bekiroğlu, Efkan (* 1995), deutsch-türkischer Fußballspieler
- Bekiroğlu, Volkan (* 1977), türkischer Fußballspieler
- Bekirova, Alie (* 1982), usbekische Violinistin
- Bekirova, Lilya (* 1982), usbekische Violinistin
- Bekirowa, Gulnara (* 1968), ukrainische Historikerin und Archivarin

### Bekk
- Bekk, Johann Baptist (1797–1855), badischer Jurist und Staatsmann
- Bekkai, Mubarek (1907–1961), marokkanischer Politiker; erster Premierminister von Marokko (1955–1958)
- Bekkas, Majid (* 1957), marokkanischer Musiker
- Bekkemellem, Karita (* 1965), norwegische Politikerin, Mitglied des Storting
- Bekken, Fredrik (* 1975), norwegischer Ruderer
- Bekker Lacota, Mie (* 1988), dänische Radrennfahrerin
- Bekker vom Rath, Hanna (1893–1983), deutsche Malerin, Sammlerin und Kunsthändlerin
- Bekker, Alfred (* 1964), deutscher Schriftsteller
- Bekker, Arngolt (1935–2013), deutsch-russischer Ingenieur und Unternehmer
- Bekker, Balthasar (1634–1698), deutsch-niederländischer, protestantischer Theologe, Philosoph, PredigerBalthasar Bekker (1634–1698)

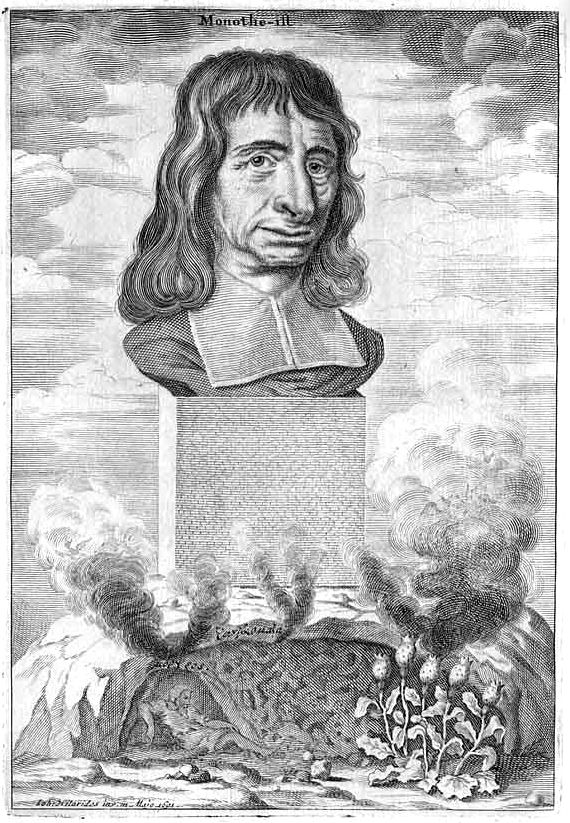
Balthasar Bekker (1634–1698)

- Bekker, Cajus (1924–1975), deutscher Journalist und Marineschriftsteller
- Bekker, Daan (1932–2009), südafrikanischer Boxer
- Bekker, David (1940–2022), ukrainischer Maler und Grafiker
- Bekker, Ernst Immanuel (1827–1916), deutscher Jurist und Hochschullehrer
- Bekker, Gerrit (1943–2025), deutscher Maler und Schriftsteller
- Bekker, Hendrik M. (* 1991), deutscher Schriftsteller
- Bekker, Immanuel (1785–1871), deutscher Altphilologe
- Bekker, Kees (1883–1964), niederländischer Fußballspieler
- Bekker, Kyle (* 1990), kanadischer Fußballspieler
- Bekker, Marion (* 1958), deutsche Malerin und Grafikerin
- Bekker, Okko (* 1947), niederländischer Musiker und Musikproduzent
- Bekker, Paul (1882–1937), deutscher Dirigent, Musikkritiker und IntendantPaul Bekker (1882–1937)

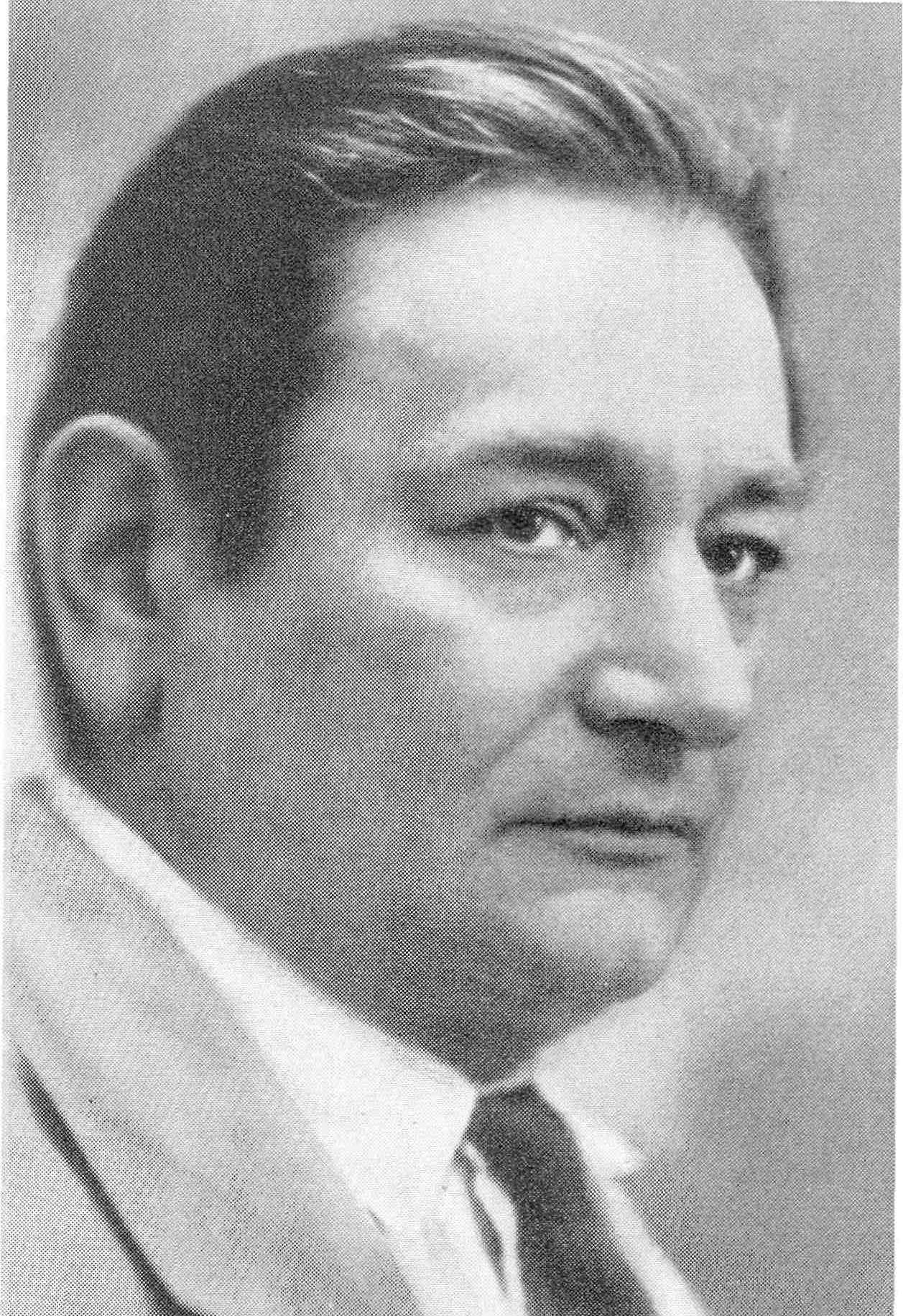
Paul Bekker (1882–1937)

- Bekker, Suzan (* 1953), niederländische Hockeyspielerin
- Bekker, Wilhelmus de (* 1939), niederländischer Geistlicher, emeritierter Bischof von Paramaribo in Suriname
- Bekkering, Annemiek (* 1991), niederländische Regattaseglerin
- Bekkers, Dennis (* 1980), niederländischer Taekwondoin
- Bekkers, Paul (* 1961), niederländischer Diplomat
- Bekkers, Wilhelmus Johannes (1890–1957), niederländischer Tauzieher
- Bekkers, Wilhelmus Marinus (1908–1966), niederländischer, römisch-katholischer Geistlicher
- Bekkevold, Geir Jørgen (* 1963), norwegischer Pfarrer und Politiker
- Bekkevold, Kristin (* 1977), norwegische Fußballspielerin
- Bekking, Henri Charles (1850–1904), niederländischer Fotograf
- Bekku, Sadao (1922–2012), japanischer Komponist und Hochschullehrer
- Bekkum, Darren van (* 2002), niederländischer Radrennfahrer
- Bekkum, Wilhelm van (1910–1998), niederländischer Ordensgeistlicher, Bischof von Ruteng

### Bekl
- Beklemischew, Wladimir Alexandrowitsch (1861–1919), ukrainischer und russischer Bildhauer, Hochschullehrer
- Beklemischew, Wladimir Nikolajewitsch (1890–1962), russischer Zoologe und Ökologe
- Bekleriz, Doğa (* 1976), türkische Schauspielerin und Model
- Beklioğlu, Meryem (* 1966), türkische Biologin und Hochschullehrerin

### Bekm
- Bekmambetow, Timur Nuruachitowitsch (* 1961), kasachisch-russischer Filmproduzent und RegisseurTimur Nuruachitowitsch Bekmambetow (* 1961)

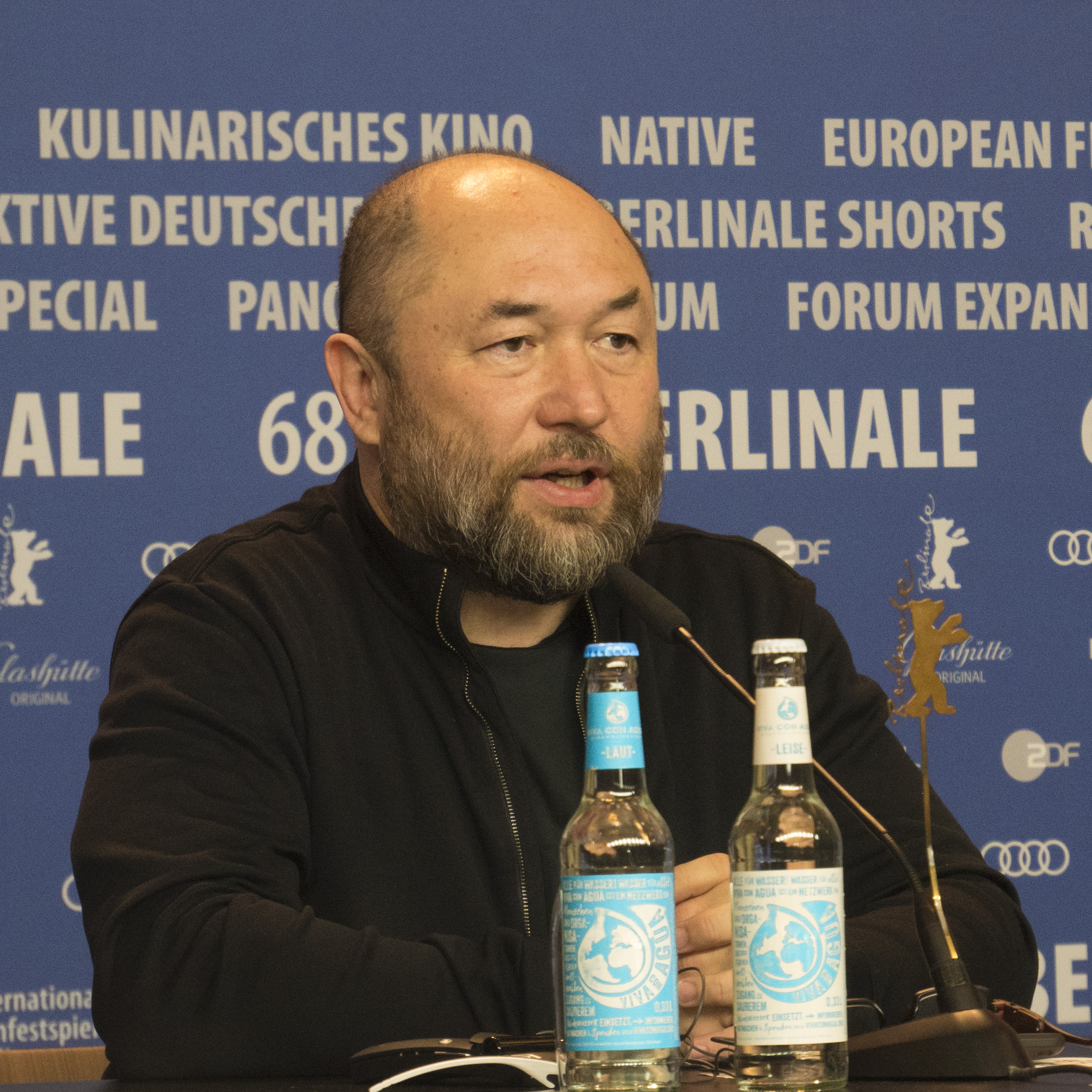
Timur Nuruachitowitsch Bekmambetow (* 1961)

- Bekman, Walerian Alexandrowitsch (1802–1870), russischer Bergbauingenieur
- Bekmanis, Indulis (* 1989), lettischer Radrennfahrer
- Bekmann, Johann Christoph (1641–1717), deutscher Historiker und Chronist
- Bekmetova, Larisa (* 1986), usbekische Tennisspielerin
- Bekmez, Meryem (* 2000), türkische Geherin
- Bekmezci, Kadir (* 1985), belgischer Fußballspieler türkischer Abstammung
- Bekmezci, Süleyman (* 1995), türkischer Mittelstreckenläufer
- Bekmuratow, Adil (* 2001), kirgisischer Eishockeyspieler

### Bekn
- Beknasarow, Asimbek (* 1956), kirgisischer Politiker

### Beko
- Bekoe, Cofie (* 1988), ghanaischer Fußballspieler
- Bekoe, Veronica, ghanaische Biologin
- Bekojew, Gennadi (* 1981), südossetischer Politiker und Premierminister
- Bekolo, Jean-Pierre (* 1966), kamerunischer Filmregisseur
- Bekono, Daniel (* 1978), kamerunischer Fußballspieler

### Bekr
- Bekri Mustafa Pascha, Großwesir des Osmanischen Reiches
- Bekrić, Emir (* 1991), serbischer Hürdenläufer
- Bekrić, Samir (* 1985), bosnischer Fußballspieler

### Beks
- Beks, Bart (* 1973), niederländischer Tennisspieler
- Beks, Ephraim (* 1989), niederländischer Sänger
- Beksics, Gustáv (1847–1906), ungarischer Publizist und Politiker
- Beksiński, Zdzisław (1929–2005), polnischer Maler, Bildhauer, Grafiker und DesignerZdzisław Beksiński (1929–2005)

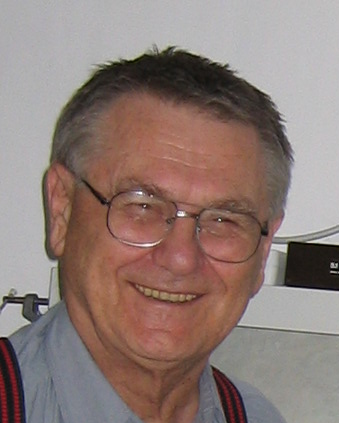
Zdzisław Beksiński (1929–2005)

- Bėkšta, Arūnas (* 1955), litauischer Politiker, Kultusminister

### Bekt
- Bektajew, Äli (* 1962), kasachischer Politiker
- Bektanow, Murat (* 1965), kasachischer Generalleutnant
- Bektas (* 1975), türkischstämmiger Rapper
- Bektaş, Ahmet (* 1967), türkischer Oudspieler
- Bektaş, Alperen (* 1998), türkischer Fußballspieler
- Bektaş, Bayram (* 1974), türkischer Fußballspieler und -trainer
- Bektaş, Burak (1990–2012), deutscher Migrant, Mordopfer
- Bektas, Emina (* 1993), US-amerikanische Tennisspielerin
- Bektaş, Habib (* 1951), türkischsprachiger Schriftsteller
- Bektaş, Hüseyin (* 1961), irakischer Arzt, Chirurg, Autor und Hochschullehrer
- Bektaş, Onur (* 1984), türkischer Fußballspieler
- Bektasch, seldschukischer Herrscher von Damaskus
- Bektasi, Shqipon (* 1990), deutsch-kosovarischer Fußballspieler
- Bektenow, Olschas (* 1980), kasachischer PolitikerOlschas Bektenow (* 1980)

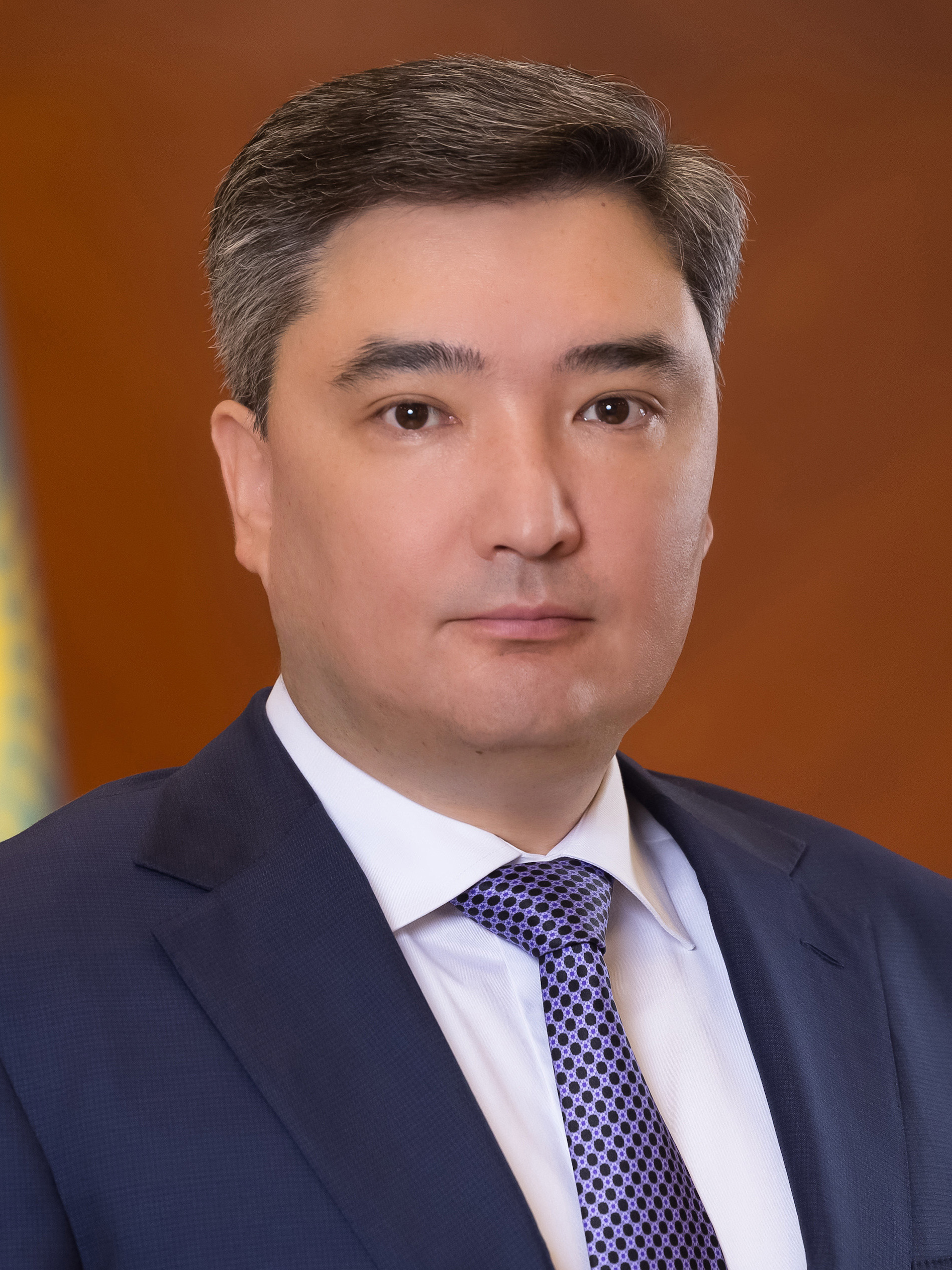
Olschas Bektenow (* 1980)

- Bekteshi, Besnik (* 1941), albanischer kommunistischer Politiker
- Bekteshi, Besnik (* 1993), deutscher Basketballspieler
- Bekteshi, Sadik (1920–2000), albanischer Generalleutnant und kommunistischer Politiker
- Bektić, Damir (* 1997), deutsch-bosnischer Fußballspieler

### Beku
- Bekuta, Ana (* 1959), serbische Turbo-Folk-Sängerin

### Bekv
- Bekvalac, Nataša (* 1980), serbische Pop-Sängerin